# 连寺沟墓地
连寺沟墓地，位于山西省忻州市忻府区庄磨镇连寺沟村南，是中华人民共和国山西省文物保护单位之一。
1986年8月18日，授予山西省文物保护单位，是一座古墓葬。